# 敷島町
敷島町（しきしままち）は、かつて山梨県中巨摩郡にあった町である。町名は合併時の公募による。

## 地理
県中央北部、郡北東部に位置する。東西4キロメートル、南北15キロメートルの南北に長い帯状の町域で、中央部を亀沢川が南流し、中部の亀沢地区で東側を流れる荒川と合流する。北部は山岳地帯で茅ヶ岳や金ガ岳のほか、曲岳や黒富士、太刀岡山などの山々が連なる。また、荒川上流の花崗岩の侵食により形成された景勝地として知られる御岳昇仙峡の西側に属する。中南部は荒川扇状地の平坦地で、「島三条」地域は古くから水田農耕が行われている。

## 歴史

### 先史・古代

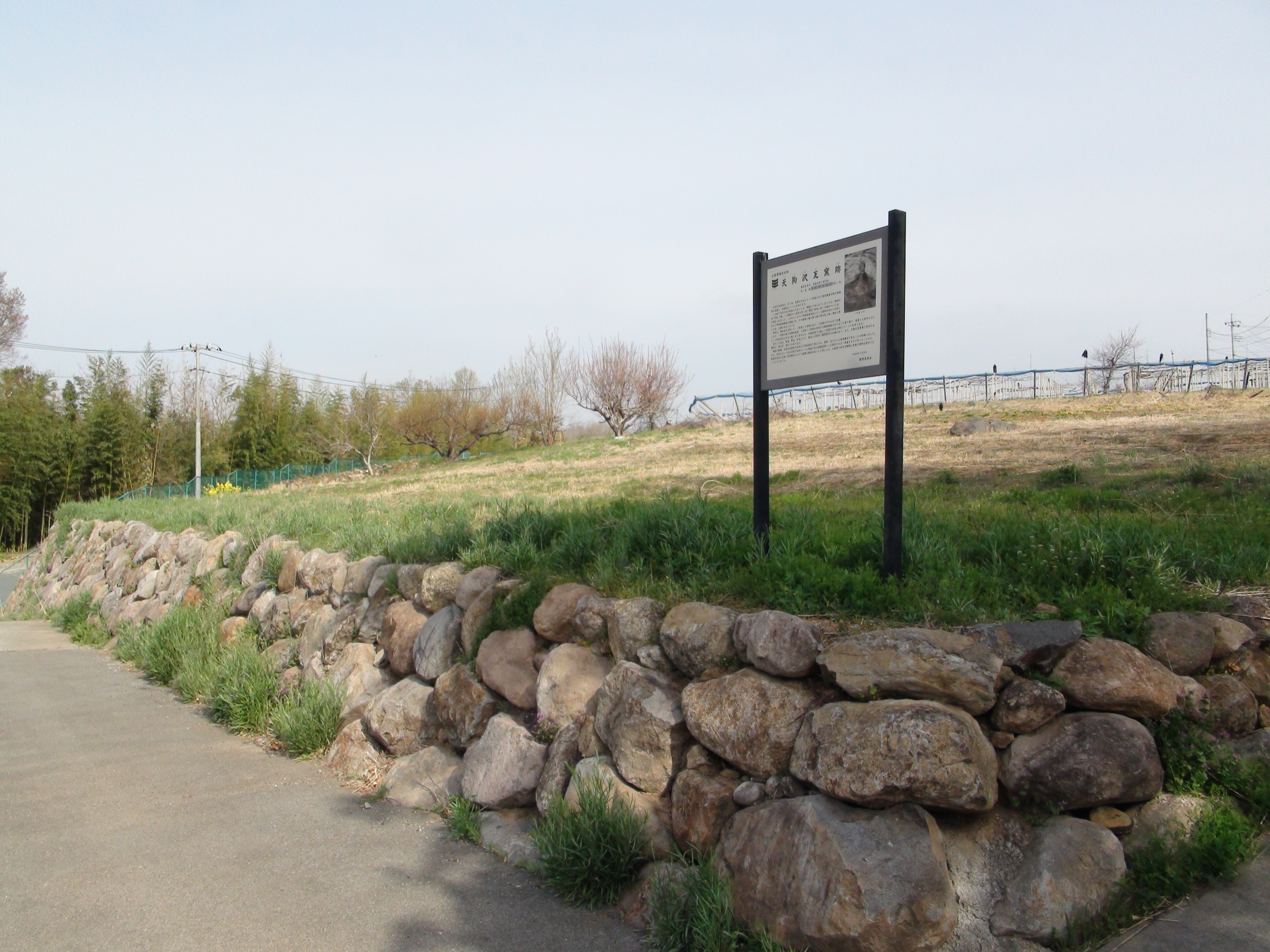
天狗沢瓦窯跡

町域には旧石器時代の遺跡は見られないものの、縄文時代からの考古遺跡が分布している。縄文遺跡は亀沢川流域に多く分布しており、北部山間部より南部平坦地に集中する。大下条の金の尾遺跡は弥生時代の集落遺跡を主体としているが、縄文前期から中期の住居跡や縄文土器などの遺物が出土している。また、滝下の金ノ宮遺跡は縄文中期の大規模集落として知られる。金の遺跡は県内で少ない弥生時代の集落遺跡で、弥生後期を中心に水田遺構は見られないが住居跡や土坑内の壺棺を伴う方形周溝墓が検出され、弥生土器などの遺物も出土している。
古墳時代の遺跡には大下条の御岳田遺跡が古墳前期の集落遺跡で、甲府盆地南部の曽根丘陵地域（旧中道町）にヤマト王権の影響を受けた大型古墳が築造されていた時期にあたる。6世紀には中道勢力が衰退し盆地各地へ古墳築造が拡散し、隣接する甲府市千塚・湯村では加牟那塚古墳や万寿森古墳など横穴式石室を伴う盆地北西部勢力の大型古墳が出現する。町域でも境の大塚古墳や島上条の大庭古墳など横穴式石室をもつ古墳4基が現存している。また、金の尾遺跡や大下条の松ノ尾遺跡は同時代の集落遺跡がある。
古代の律令時下では巨麻郡に属する。甲斐国は早くから仏教文化を受容し、盆地北縁部では笛吹市春日居町寺本に寺本廃寺（寺本古代寺院）があり、甲府市川田町には寺本廃寺へ瓦を供給した川田瓦窯跡があるが。町域では天狗沢に7世紀中頃の天狗沢瓦窯跡があり、供給先は不明であるが瓦を供給していたと考えられており、平安仏も出土している。また、中下条・上下条の松ノ尾遺跡は奈良・平安時代の集落遺跡として知られ、近辺は巨摩郡家が所在した可能性も考えられている。

### 中世

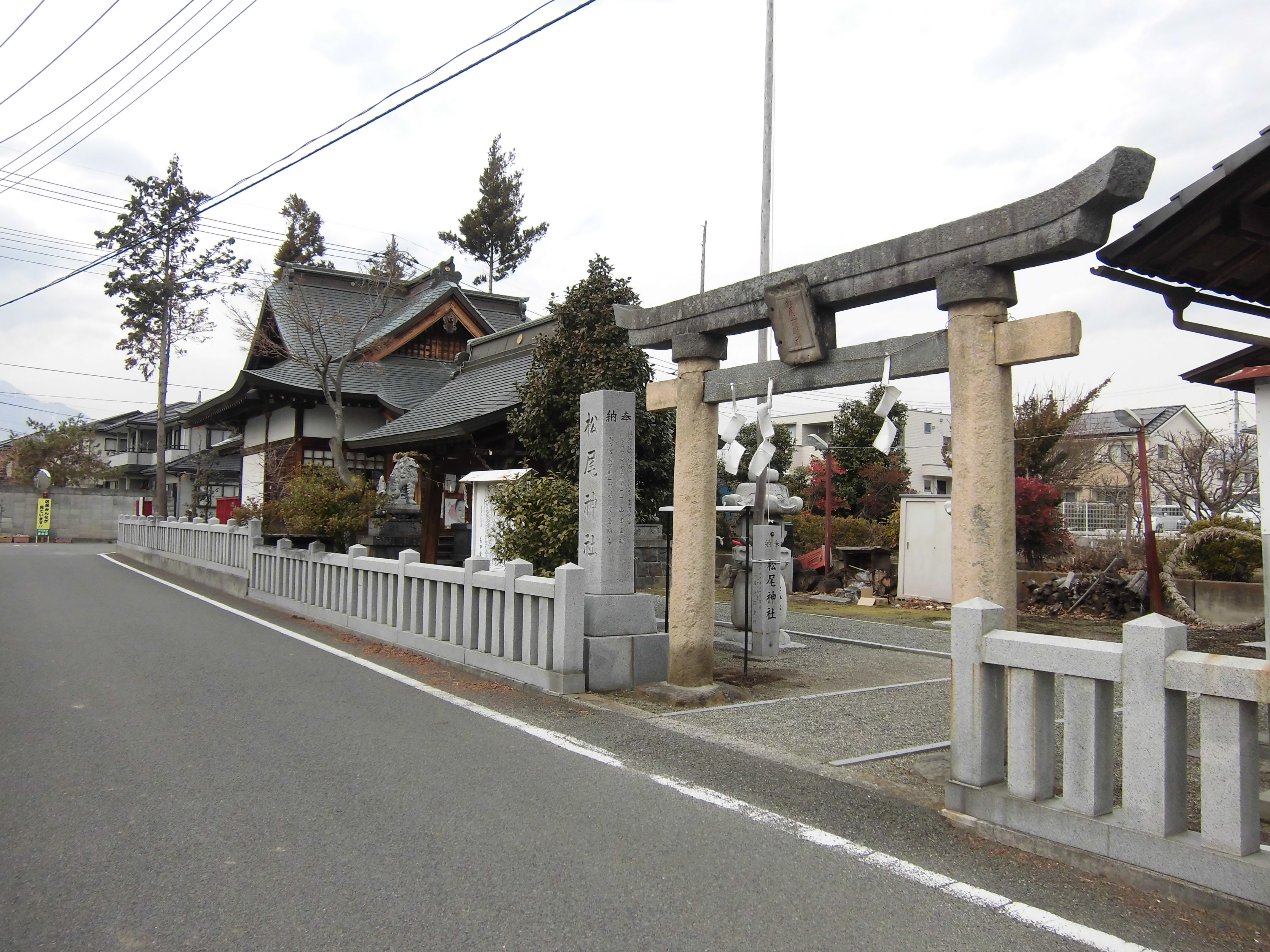
松尾神社

平安時代後期には甲府盆地各地で荘園が成立するが、町域南部は荒川沿いの志摩荘域に含まれる。志摩荘は鎌倉時代初期に山城国（京都府京都市西京区）の松尾神社領で、正応6年（1293年）以降には九条家領となる。中下条はその中核地域であったと考えられている。鎌倉時代の痕跡としては牛句の敷島総合公園に保存されている鎌倉時代造立の鳥居がある。これは甲府市御岳町の金櫻神社の一の鳥居で、元は牛句に存在した。また、吉沢の常説寺に伝来する白輿は鎌倉時代のもので、順徳天皇の使者が乗ったものであると伝わっている。
戦国時代に甲斐は守護・武田氏と有力国衆・他国勢力との乱国時代を経て、武田氏による統一が進む。永正18元年（1521年）2月27日には駿河国の今川氏配下の福島正成を主体とする今川勢が富士川沿いに侵攻し、9月16日には南アルプス市戸田の富田城を陥落させる。福島勢はさらに甲府へ迫り荒川を挟んで武田信虎と対峙すると、10月16日には甲府市飯田町付近において飯田河原の戦いが起こり、福島勢は敗退し甲府市上曽根町の勝山城へ退去する。さらに信虎は11月23日には島上条の上条河原の戦いで福島勢を撃退し、翌年には甲斐から退去させている。島上条に鎮座する八幡神社は武田氏の尊崇を受け、室町時代の嘉永3年（1443年）には甲斐守護・武田信重が鰐口を奉納している（現在は富士川町最勝寺の最勝寺所蔵）。八幡神社には飯田河原・上条河原合戦の供養石碑も存在している。

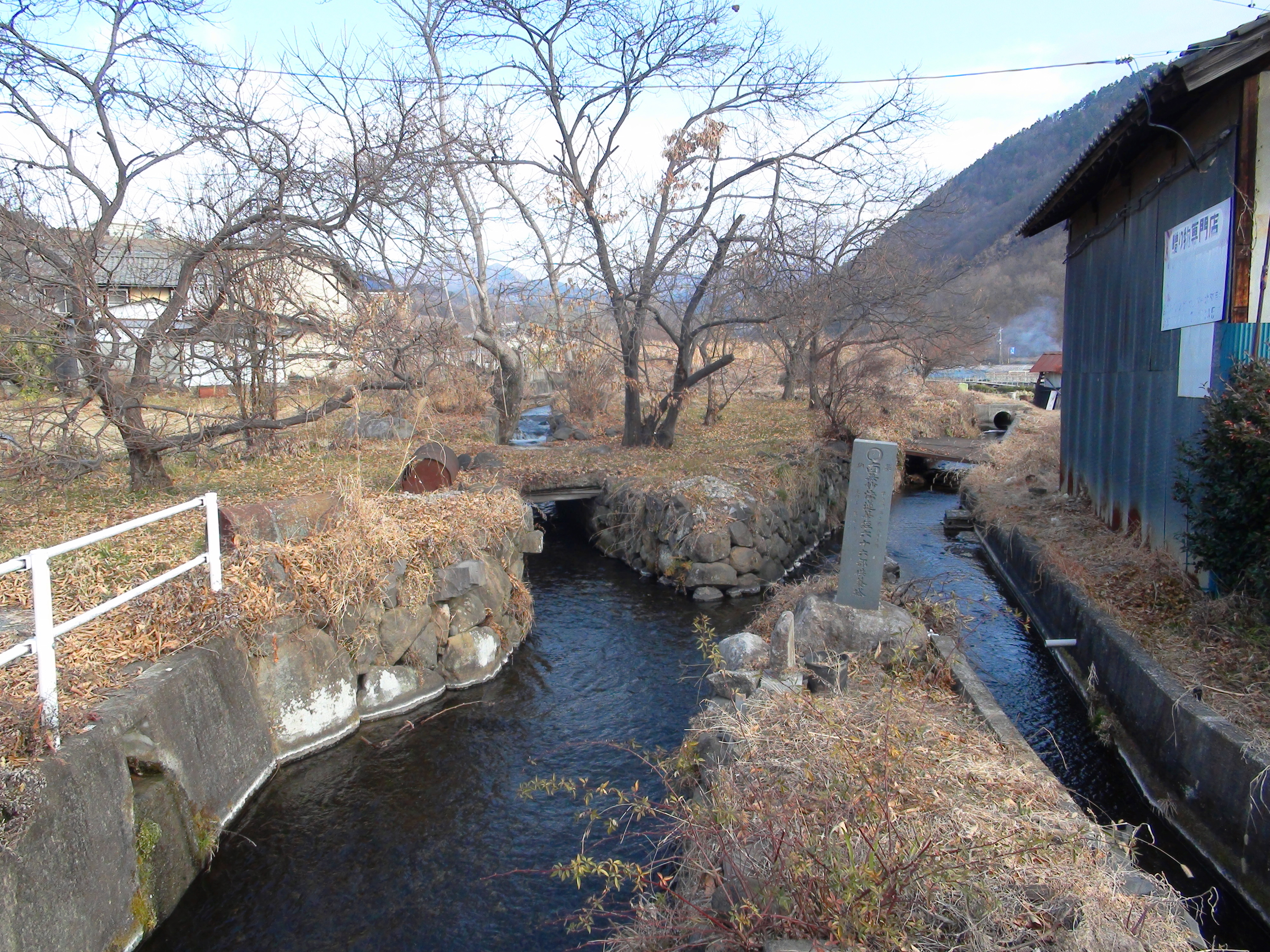
上条堰

また、『甲斐国志』によれば、島上条字村続には武田家臣・土屋氏の居館が存在していたという。大下条の臨済宗妙心寺派寺院・宝珠寺は武田信廉の子である大竜寺麟岳が開山であるという。
中世には荒川支流亀沢川より取水し荒川右岸地域を灌漑する上条堰が用水堰として開削され、地域社会により管理・維持されている。漆戸は中世に漆の産地として知られたほか、町域北部の山岳地帯は戦国時代に杣（そま）として仕えていた。戦国時代には龍地宿（甲斐市竜地）から甲府へ向かう穂坂路と北の金桜神社（山梨市）へ向かう参道の交差点付近に十日市場が成立し、「町屋」の地名が残されている。
天正10年（1582年）6月に武田遺領を巡る天正壬午の乱が起こると甲斐では相模国の北条氏直と徳川家康が対峙し、家康ははじめ甲府市の尊躰寺（甲府市城東）・一条信龍屋敷（甲府市北新）、後に韮崎市の新府城に本陣を置いた。対して北条勢は現在の北杜市一帯の城砦に布陣した。徳川軍の布陣のなかでは甲府市御岳町に御嶽衆や下伊那衆の知久頼氏が配置され甲府の背後を監視し、同様に下芦沢の御嶽芦沢小屋（平見城の烽火台）にも岡部正綱麾下の御嶽衆・相原内匠助らが籠城し、同様に甲府の背後を監視した。

### 近世
近世には巨摩郡北山筋に属し、22か村が成立する。町域は甲府城背後の山間地域にあたり、甲府城下に用材を供給し、城の普請にも携わっている。町域には林業の専門技術を提供して特権を得る杣（そま）や大鋸（おが）と呼ばれる村々があり、亀沢川流域に位置する上芦沢、下芦沢、上福沢、下福沢、神戸、安寺、打返、漆戸、上菅口、下菅口、獅子平、草鹿沢（甲府市）の12か村は地域的な関係が強く北山筋12箇村と総称され、御用仙として加藤光泰、浅野氏ら豊臣系大名時代の甲府城建設にも動員されており、諸役免除の特権を得ている。12箇村は仙御用の由緒を記した共有文書を保持し、宝暦7年の高掛三役の新規上納に反対し、連帯して特権維持の訴願運動を行った。

### 近現代

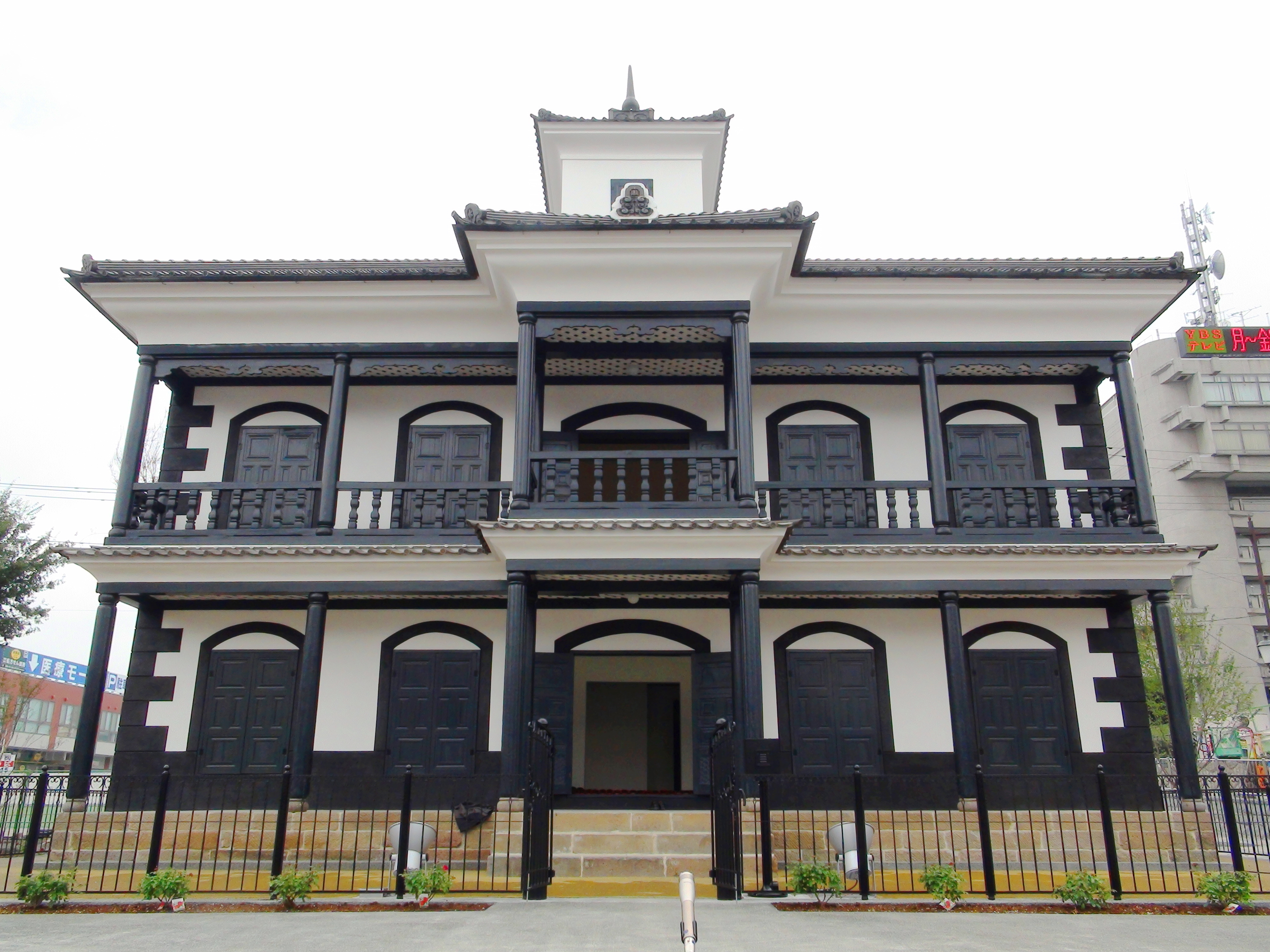
旧睦沢学校（甲府市藤村記念館）

山梨県では1903年（明治36年）6月には中央線が開通し、甲府から西へ進んだ路線は町域の大下条・長塚を通過している。大下条に隣接する現在の甲斐市竜王新町には同年12月に竜王駅が開設され、町域からの最寄駅として機能している。
1872年には睦沢村亀沢に睦沢小学校が創立され、1875年（明治8年）には新校舎が建設される。この新校舎は山梨県知事藤村紫朗が推進した擬洋風建築の建物で「藤村式建築」と呼称された。旧睦沢小学校校舎は1966年（昭和41年）に甲府市古府中町の武田神社へ移築され、2010年（平成22年）には甲府駅北口広場に再移築され甲府市藤村記念館となっている。
明治から昭和初期には荒川沿いに水車による精米業が行われ、甲府市場に出荷していた。戦後には町域南部が甲府市のベッドタウンとなるが、北部の山岳地帯では過疎化が進行している。

### 沿革
- 1927年（昭和2年）4月1日 - 中巨摩郡松島村・福岡村が新設合併して敷島村が発足。
- 1946年（昭和21年）10月17日 - 町制を施行し、敷島町となる。
- 1954年（昭和29年）10月17日 - 中巨摩郡睦沢村・清川村・吉沢村と新設合併し、改めて敷島町が発足。
- 1958年（昭和33年）- 大字大下条・長塚の各一部を竜王町に編入。竜王町の一部（竜王新町の一部）を編入。
- 2004年（平成16年）9月1日 - 竜王町および北巨摩郡双葉町と新設合併して甲斐市が発足。同日敷島町廃止。

## 娯楽
- 敷島映画劇場 - 映画館（〜1960年代）

## 名所・旧跡
上菅口、下菅口にある郷倉は江戸時代後期の建築で、年貢米や凶作時の食料を貯蔵していた土蔵造瓦葺の貯蔵庫であり、県指定有形民俗文化財に指定されている。また、上菅口のネズの巨樹は県指定天然記念物。

## 出身有名人
- 三井甲之：歌人
- 渡辺政太郎：社会主義運動家
- 笹本正治：歴史学者
- 山村宏樹：プロ野球選手

## 参照
- 平成11年度以降の市町村合併の実績及び予定 - 総務省
- 山梨県 > 中巨摩郡敷島町 - 日本郵便